# Agulha-preto

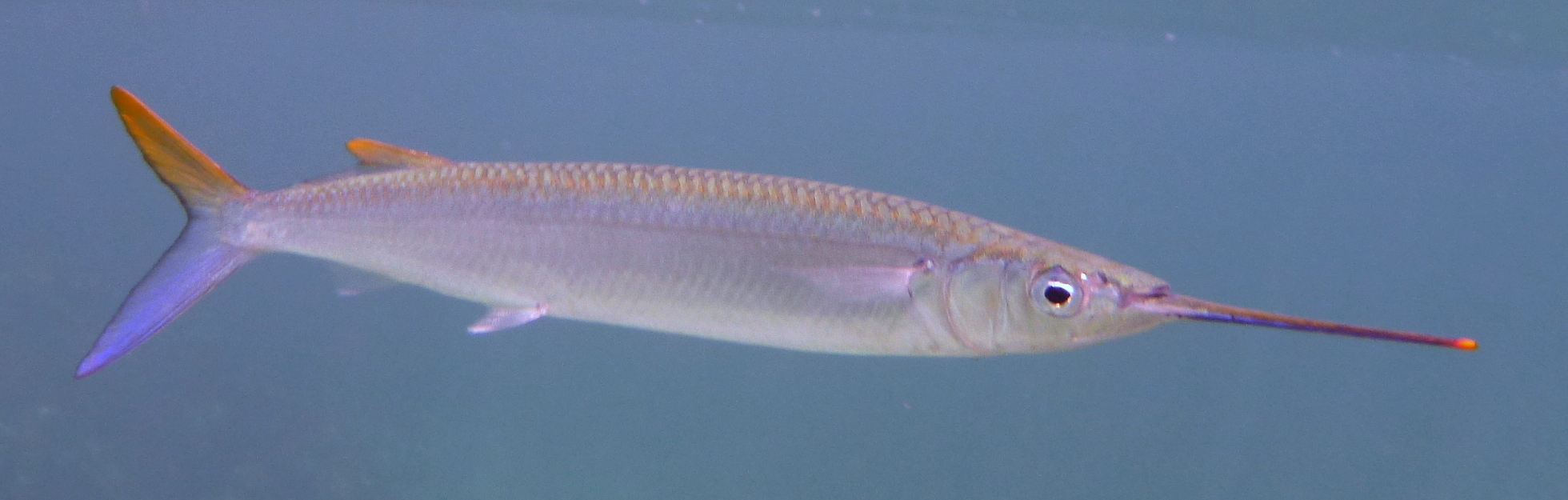

O agulha-preto (Hemiramphus brasiliensis) é uma espécie de peixe-agulha da família dos Beloniformes, distribuído pelo Oceano Atlântico, na costa oeste de Massachusetts ao Brasil, incluindo o Golfo do México e o Mar do Caribe, ausente em Bermudas, bem como a sua costa leste, de Cabo Verde e Senegal a Angola.
É um peixe de pequeno porte muito utilizado como isca na pesca na água salgada.